# Alte Synagoge (Bad Nauheim)

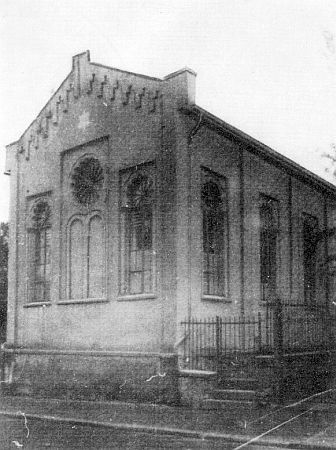
Alte Synagoge in Bad Nauheim (vor 1928)

Die Alte Synagoge in Bad Nauheim, der zweitgrößten Stadt im Wetteraukreis in Hessen, wurde 1867 erbaut. Die Synagoge befand sich in der Alicestraße 12. 
Sie wurde in einer Mischung aus klassizistischen, romanischen und maurischen Formen erbaut. Die Synagoge bot 50 Männern und 40 Frauen Platz. 
Nach dem Bau der neuen Synagoge im Jahr 1929 wurde die alte Synagoge verkauft und abgebrochen.